# Yahoo!拍賣
Yahoo!拍賣（英語：Yahoo! Auctions）是1998年起，由跨國互聯網公司雅虎提供的網路拍賣服務，當時主要競爭對手為eBay。隨着雅虎公司萎縮，英國和愛爾蘭的Yahoo!拍賣服務在2002年6月28日關閉。在關閉了英國和愛爾蘭的服務時，雅虎採取了不尋常的步驟：贊同其競爭對手eBay，作為他們的首選的服務。美國和加拿大的Yahoo!拍賣網站在2007年6月16日關閉。2008年9月22日，新加坡網站關閉。由於Yahoo！香港拍賣業務調整即將於2020年5月31日香港網站關閉。之後只剩下臺灣有「Yahoo!拍賣」服務。日本的Yahoo! Japan拍賣為獨立系統，不與全球的Yahoo!網站互通。其主要使用做為品牌名稱，此為「Yahoo! Auction」的簡稱。

## 歷史沿革
1998年，正式推出「拍賣」。

## 收購行動及萎縮
2001年4月，雅虎以1563萬美元，收購了澳大利亞國內最知名的拍賣網站「Sold.com.au」，當時該網站註冊用戶超過18萬人、185家零售經銷商。在6個月內進行了129000筆網上拍賣交易，總交易額超過了1180萬美元。雅虎又透露eBay在當時最近一個季度里在全球市場上進行了7940萬筆網上拍賣交易，總交易額達16億美元。雅虎表示，雖然Sold.com.au与eBay還有很大差距，但前者的發展潛力巨大。據Nielsen/NetRatings統計，2003年6月Sold.com.au網站瀏覽人數僅有24萬人次，遠不如ebay的130萬人次。2003年8月雅虎表示該網站將被關閉，並推薦會員未來使用ebay的拍賣服務。

## 香港
Yahoo!拍賣在香港仍然有不少本地人使用，面對中國大陸淘寶網保障買賣雙方而設立的「支付寶」，2011年，雅虎香港蔡寶德指出，「支付寶」並不符合港人的網上消費模式。香港買家與賣家通常會選擇以『面交』方式作交易，一手交錢一手交貨去完成交易。現時刊登Yahoo!香港拍賣家需支付服務費用；要視乎放到雅虎拍賣的貨物價錢，通常只需要數元的費用。由於Yahoo！香港拍賣業務調整即將於2020年5月31日香港網站關閉。

## 争議
傳媒時有報導指，香港Yahoo!拍賣保安寬鬆，經常被騙徒利用行騙，該網頁不設投訴及舉報機制等客戶服務，有時面對舉報更加不予理會，又擺出一副無能為力的姿態。

### 外部連結
- Ina Steiner Yahoo Closes Australian Auction Site（2003）. From AuctionBytes.com.
- Tan Weizhen No Yahoo! Auctions site? No problem!（2008）. From AsiaOne Business.
- Yahoo! Inc. Yahoo! Auctions Unveils Premier Auction Area（1999）. From Yahoo! Media Releases.

### 腳註
1. ↑  雅虎收購拍賣网站Sold.com 欲與eBay一決高下 （页面存档备份，存于）大紀元 2001年4月11日
2. ↑  雅虎結束澳洲拍賣網站 （页面存档备份，存于）台灣蘋果日報 2003年08月09日
3. ↑  .   [2013-02-27]. （原始内容存档于2017-06-30）.
4. ↑  蔡寶德：雅虎拍賣不抄淘寳 （页面存档备份，存于）樹仁新傳系  記者/ 李婉瑜 2011年5月3日
5. ↑  Lung, Tiffany. . Inside Retail. 2020-02-12  [2022-10-01]. （原始内容存档于2022-10-03） （美国英语）.
6. ↑  收舉報兩月懶理Yahoo拍賣網　騙徒橫行 （页面存档备份，存于）蘋果日報 2013年11月1日
7. ↑  iPhone 5s筍價拍賣 勁呃40萬 （页面存档备份，存于）東方日報 2013年11月20日

## 外部連結
- 台灣Yahoo!拍賣網站 （页面存档备份，存于）
- 香港Yahoo!拍賣網站（页面存档备份，存于）